# Maurizio Carnino
Maurizio Carnino (ur. 7 marca 1975 w Turynie) – włoski łyżwiarz szybki specjalizujący się w short tracku. Dwukrotny medalista olimpijski.
Na międzynarodowych imprezach debiutował w pierwszej połowie lat 90., jako nastolatek. Startował na czterech igrzyskach: IO 94, IO 98, IO 02, IO 06 – ostatni występ na długim torze. W 1994 Włosi zostali mistrzami olimpijskimi w sztafecie, cztery lata później zajęli drugie miejsce. Stawał na podium mistrzostw świata, był m.in. złotym medalistą w sztafecie w 1996.